# کب هانسوم

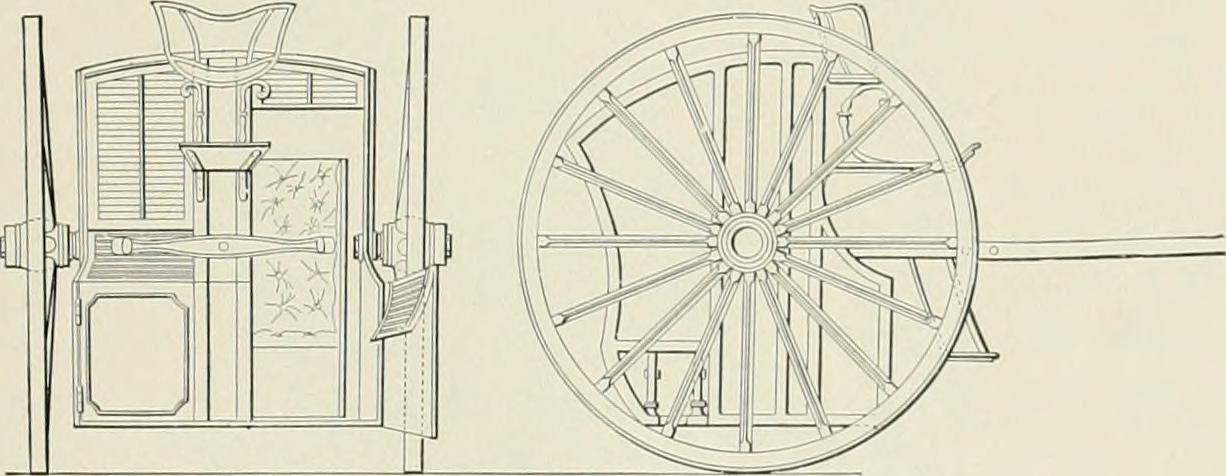
نقشه‌های مشخصات کَب ثبت اختراع هانسوم ۱۸۳۴ میلادی. این برای یک مسافر بود که توسط یک کروک بلند محافظت می‌شد که آن‌ها را از راننده در کناره جدا می‌کرد و بدنه‌ای مربع در یک قاب مربع با چرخ‌هایی به ارتفاع وسیله نقلیه داشت.

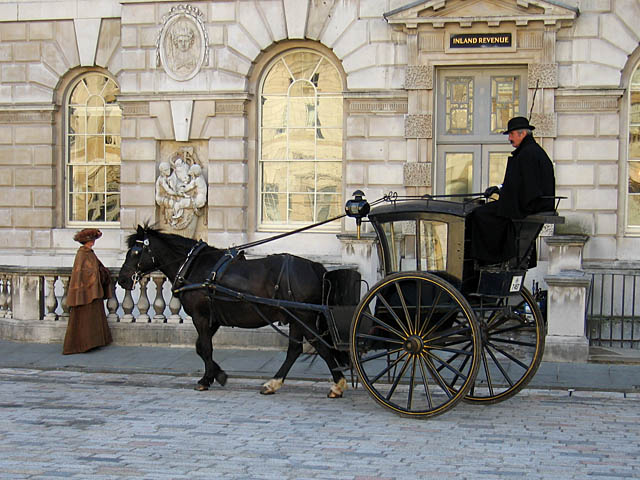
تاکسی و رانندۀ هانسوم در فیلمی در سال ۱۹۰۳ میلادی در لندن

کب هانسوم (به انگلیسی: Hansom Cab) نوعی کالسکۀ اسبی است که در سال ۱۸۳۴ میلادی توسط جوزف هانسوم، معمار اهل یورک طراحی و ثبت شده‌ است. این وسیلۀ نقلیه توسط هانسوم در هینکلی، لسترشایر، انگلستان توسعه و آزمایش شد. این کَب که در ابتدا کَب ایمنی هانسوم نام داشت، برای ترکیب سرعت با ایمنی، با مرکز ثقل پایین برای عبور ایمن در پیچ‌ها طراحی شد. طرح اصلی هانسوم توسط جان چپمن و چندین نفر دیگر برای بهبود عملکرد آن اصلاح شد، اما نام هانسوم را حفظ کرد.
کب کوچک‌شدۀ کابریولت است که منعکس‌کنندۀ طراحی کالسکه است. به عنوان وسیلۀ نقلیۀ کرایه‌ای، جایگزین کالسکۀ هکنی (تاکسی‌های معروف لندن) شد. با معرفی تاکسی‌مترهای مکانیکی ساعتی برای اندازه‌گیری کرایه‌ها، این نام به تاکسی‌کب تبدیل شد.
تاکسی‌های هانسوم از محبوبیت بسیار بالایی برخوردار بودند، زیرا سریع بودند، به اندازۀ کافی سبک بودند که توسط یک اسب کشیده شوند (سفر را ارزان‌تر از سفر با یک واگن چهار چرخ بزرگتر می‌کند) و به اندازۀ کافی چابک بودند تا در راه بندان‌های بدنام لندن در قرن نوزدهم وسایل نقلیه اسبی را هدایت کنند. بیش از ۷۵۰۰ تاکسی هانسوم در اوج محبوبیت خود استفاده می‌شدند و آن‌ها به سرعت به شهرهای دیگر انگلستان (از جمله ایرلند) و همچنین شهرهای قاره اروپا، به ویژه پاریس، برلین و سنت پترزبورگ گسترش یافتند. تاکسی در اواخر قرن نوزدهم به دیگر شهرهای امپراتوری بریتانیا و ایالات متحدۀ آمریکا معرفی شد و بیشتر در شهر نیویورک مورد استفاده قرار گرفت.

## طراحی

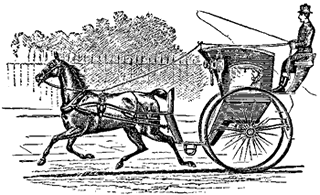
ترسیم یک کب هانسوم که طراحی سبک، سریع و کم-تکان را نشان می‌دهد

کَب که نوعی فلای است، دو مسافر (در صورت فشرده شدن سه نفر) و یک راننده که روی صندلی فنری پشت وسیله نقلیه می‌نشست. مسافران می‌توانستند دستورالعمل‌های خود را از طریق دریچهٔ لولایی نزدیک پشت سقف به راننده بدهند. آن‌ها می‌توانستند از طریق دریچه به راننده پول بدهند، و او سپس با اهرمی درها را آزاد می‌کرد تا بتوانند پیاده شوند. در برخی از کَب‌ها، راننده می‌توانست با وسیله‌ای کار کند که کب را متعادل می‌کند و فشار را بر اسب کاهش دهد. مسافران توسط کب و درهای چوبی تاشو که پاها و ساق پاهایشان را محصور می‌کرد و لباس‌هایشان را از پاشیدن گل محافظت می‌کرد، در برابر عوامل محیطی محافظت می‌شدند. نسخه‌های بعدی همچنین دارای یک پنجره شیشه‌ای رو به بالا در بالای درها بودند تا محفظه مسافران را تکمیل کند. علاوه بر این، یک گلگیر منحنی که جلوی درها نصب شده بود از مسافران در برابر سنگ‌هایی که توسط سم اسب به بالا پرتاب می‌شد محافظت می‌کرد.

نمونه‌هایی از کب‌های هانسوم
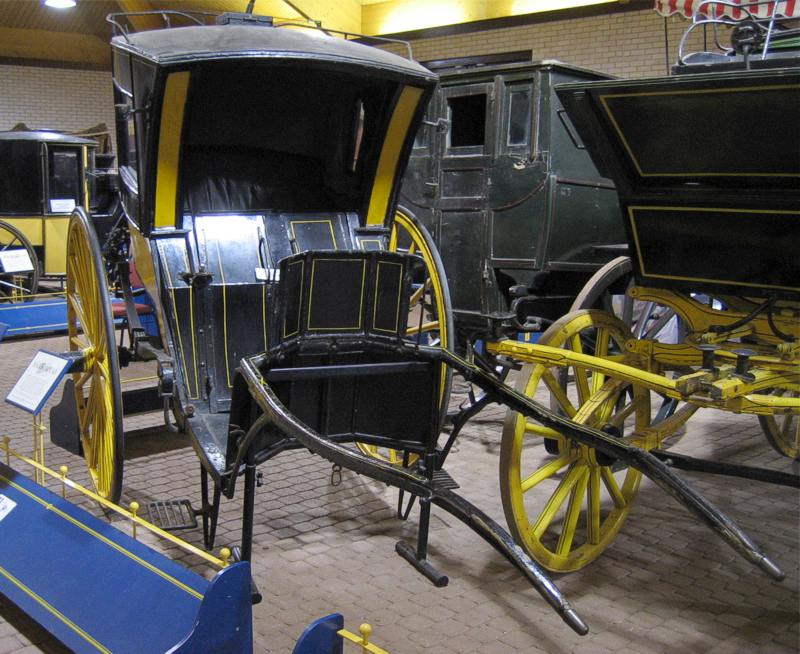
کب هانسوم در مجموعۀ ماسمن در مرکز اکتشاف استوکوود، لوتون، انگلستان به نمایش گذاشته شده است
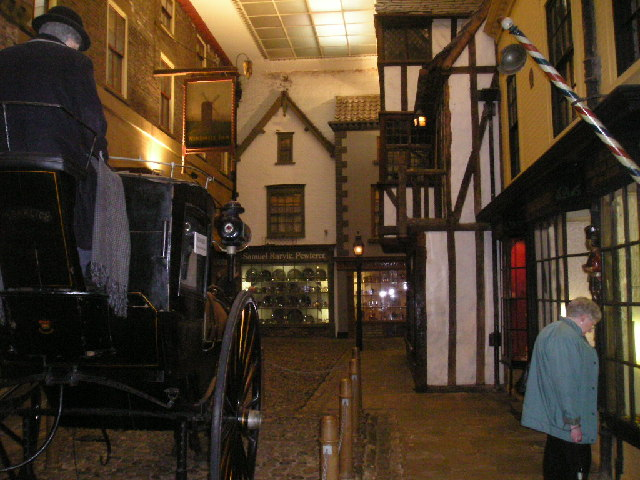
کب هانسوم در موزۀ قلعه یورک
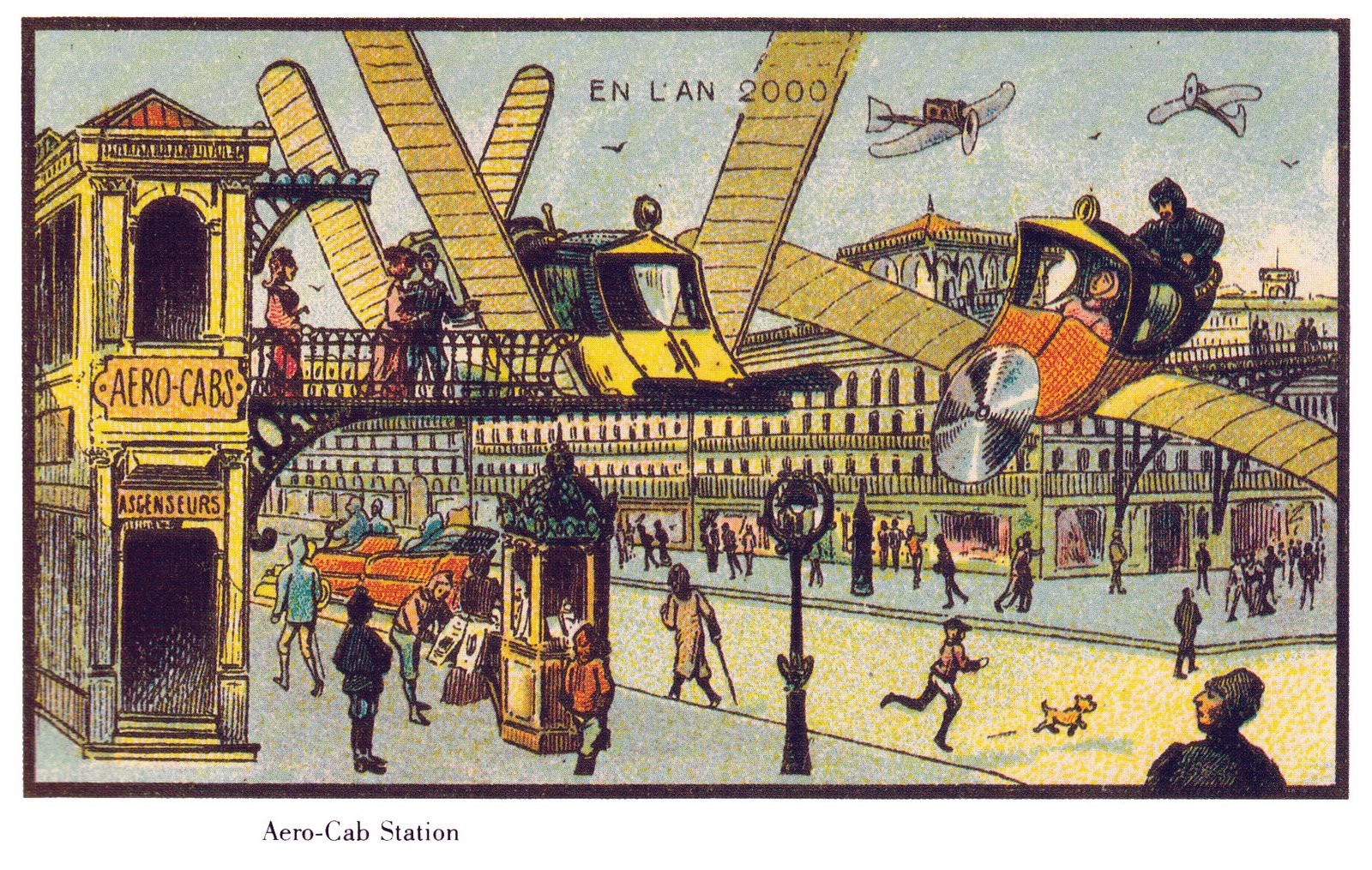
کَب‌های هوایی - کَب‌های هنسوم آینده (آن زمان)، به تصویر کشیده شده در ان لان ۲۰۰۰ که توسط ژان-مارک کوته تصویرسازی شده است
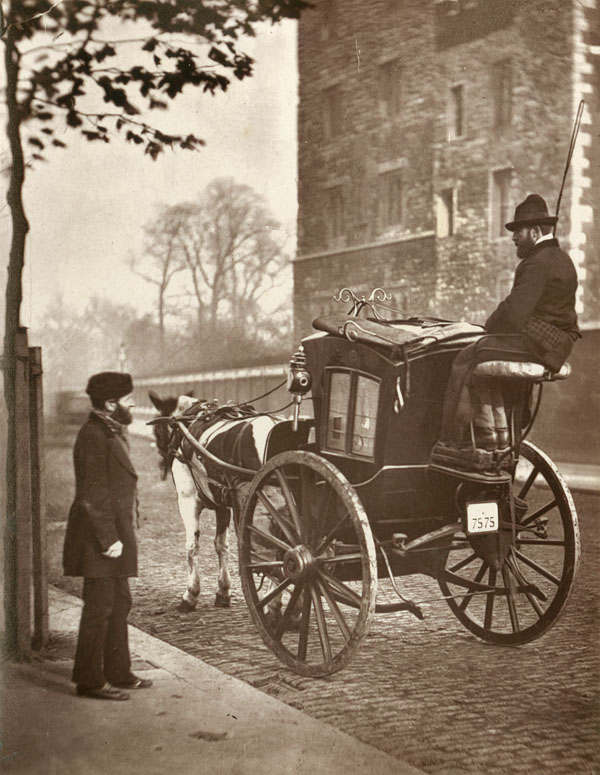
کب هانسوم، لندن، ۱۸۷۷ میلادی